# 탈주 (2024년 영화)
《탈주》는 2024년 7월 3일에 개봉한 대한민국의 영화이다.

## 시놉시스
“내 앞 길 내가 정했습니다” 휴전선 인근 북한 최전방 군부대. 10년 만기 제대를 앞둔 중사 ‘규남’(이제훈 분)은 미래를 선택할 수 없는 북을 벗어나 원하는 것을 해 볼 수 있는 철책 너머로의 탈주를 준비한다. 그러나, ‘규남’의 계획을 알아챈 하급 병사 ‘동혁’(홍사빈 분)이 먼저 탈주를 시도하고, 말리려던 ‘규남’까지 졸지에 탈주병으로 체포된다. “허튼 생각 말고 받아들여. 이것이 니 운명이야” 탈주병 조사를 위해 부대로 온 보위부 소좌 ‘현상’(구교환 분)은 어린 시절 알고 지내던 ‘규남’을 탈주병을 체포한 노력 영웅으로 둔갑시키고 사단장 직속보좌 자리까지 마련해주며 실적을 올리려 한다. 하지만 ‘규남’이 본격적인 탈출을 감행하자 ‘현상’은 물러설 길 없는 추격을 시작한다.

## 출연진

### 주연
- 이제훈 : 임규남 역
- 구교환 : 리현상 역
- 홍사빈 : 김동혁 역

### 조연
- 서현우 : 차 소좌 역
- 이성욱 : 홍 중위 역
- 정준원 : 박준평 소위 역
- 박윤희 : 총정치국장 역
- 유태주 : 류 대위 역
- 김상흔 : 정 경무원 역
- 우정원 : 총정치국장 아내 역
- 차순배 : 1 사단장 역
- 송요셉 : 대대장 역
- 진용욱 : 중대장 역

### 단역
- 김재우 : 분대원 1 역
- 이주광 : 분대원 2 역
- 진희규 : 분대원 3 역
- 박주훈 : 분대원 4 역
- 양영문 : 분대원 5 역
- 박다원 : 분대원 6 역
- 진하랑 : 분대원 7 역
- 장한길:  분대원 8 역
- 장요훈 : 분대원 9 역
- 오승백 : 분대원 10 역
- 박성민 : 규남부대 분대원 역
- 김동률 : 보위부 역
- 장우영 : 보위부 역
- 김한상 : 연회 장교들 역

### 특별출연
- 송강 : 선우민 역
- 이솜 : 유랑민 리더 역
- 이호정 : 유랑민 소총녀 역
- 신현지 : 유랑민 상구 누나 역
- 장영남 : 김동혁의 어머니 역
- 배철수[4] : 배철수 역

### 우정출연
- 이호철 : 만취 장성 역

## 여담
- 제42회 청룡영화상에서 신인감독상의 시상자로 단상에 오른 이제훈이 '자신이 만약 영화 감독이라면 본인의 영화에 출연해줬으면 하는 배우가 누구입니까'라는 질문에 출연보다는 함께 연기하고 싶은 배우가 있다고 대답했다. 그러고 나서 객석에 있는 구교환을 언급하며 수줍게 손하트를 날렸고, 구교환 또한 영광이라는 표정과 더불어 함께 손하트를 날렸다. 그런데 결국 서로가 이번 영화로 만나게 되었다.
- 배철수의 음악캠프와 자이언티의 노래 양화대교가 줄거리상 중요 배경으로 등장한다.
- 2025년 6월 17일 탈주의 일본 개봉 기념 프리미어 시사회에 이종필 감독과 이제훈, 구교환이 참석한다.

## 수상 목록
- 2024년 제11회 서울국제영화대상 감독상 (이종필)